# Anevrina glabrata
Anevrina glabrata är en tvåvingeart som beskrevs av Liu och Zhu 2006. Anevrina glabrata ingår i släktet Anevrina och familjen puckelflugor. Inga underarter finns listade i Catalogue of Life.